# Cessate il fuoco

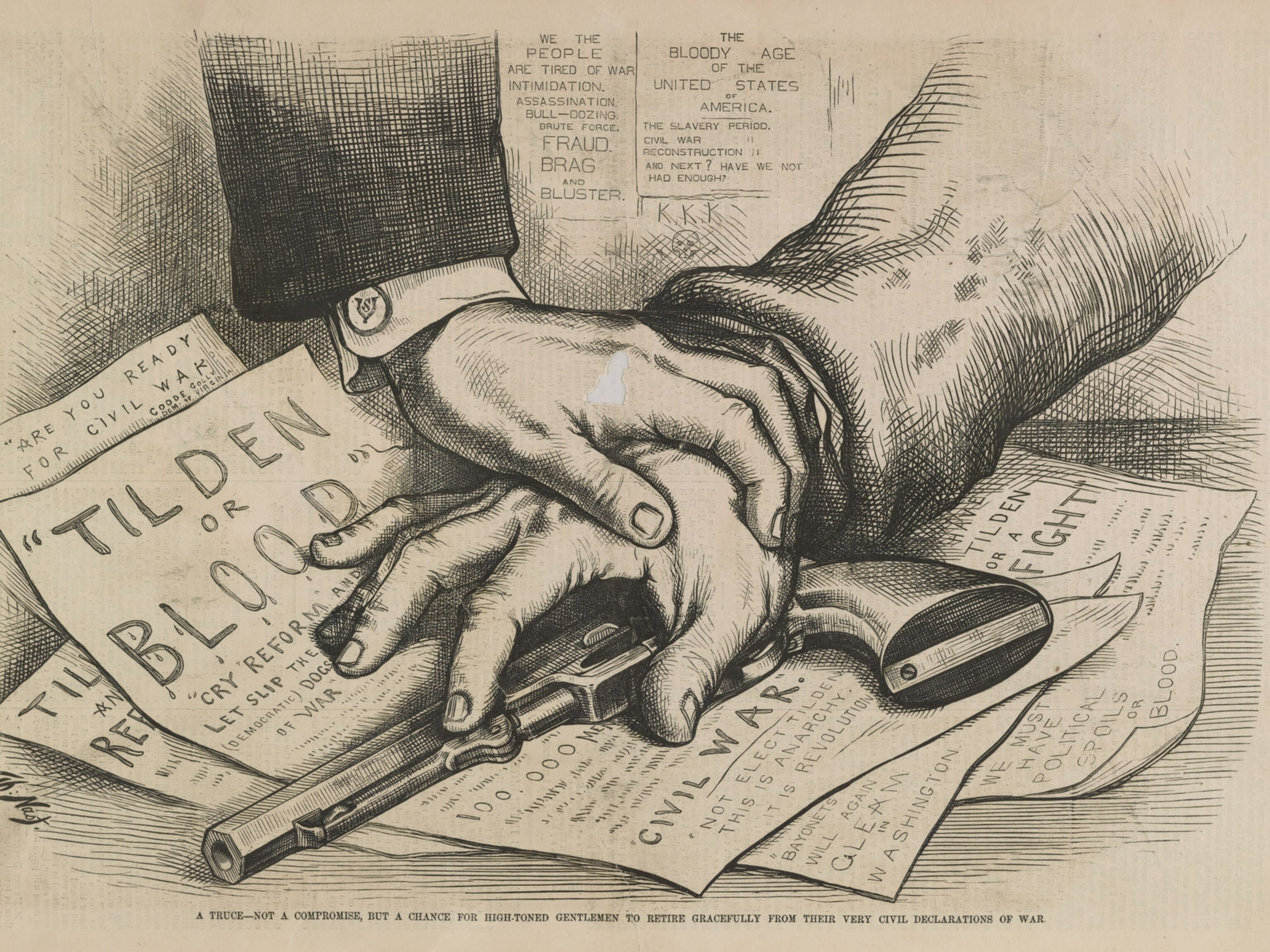
Una tregua: non un compromesso, ma un'opportunità per i signori altolocati di ritirarsi con grazia dalle loro civilissime dichiarazioni di guerra. Di Thomas Nast in Harper's Weekly, 17 febbraio 1877, p. 132.

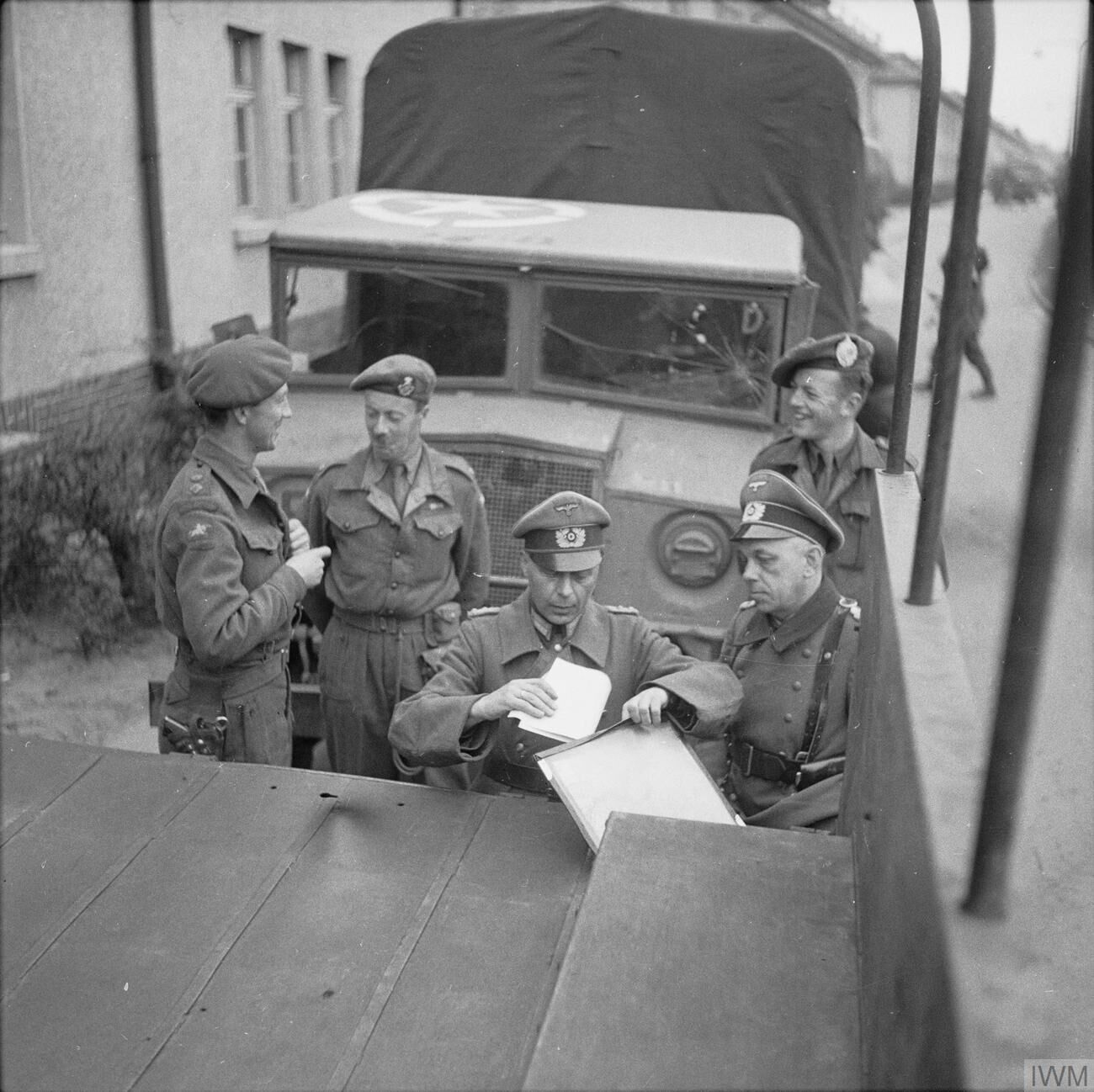
Ufficiali britannici e tedeschi dopo aver organizzato la consegna tedesca del campo di concentramento di Bergen-Belsen e dell'area circostante, negoziata durante una tregua temporanea, aprile 1945.

Un cessate il fuoco (o tregua) è una temporanea interruzione di un conflitto, o di un conflitto armato, in cui ogni parte in causa nel conflitto si accorda con l'altra, o le altre, per sospendere ogni azione aggressiva.
Una situazione di cessate il fuoco può essere dichiarata come parte di un trattato formale, ma anche come accordo informale tra le parti in causa. Durante la prima guerra mondiale, ad esempio, si giunse a un cessate il fuoco non ufficiale il 25 dicembre 1914 tra le forze tedesche e quelle britanniche, così che il Natale potesse essere rispettato. L'evento è conosciuto come Tregua di Natale.

## Panoramica
Gli accordi di cessate il fuoco hanno maggiori probabilità di essere raggiunti quando i costi del conflitto sono elevati e quando chi è coinvolto in un conflitto ha costi di audience (ossia i costi politici che i leader sostengono dal loro elettorato se intensificano una crisi di politica estera e vengono poi visti come se facessero marcia indietro) inferiori. Gli studiosi sottolineano che è più probabile che la fine della guerra avvenga quando coloro che sono coinvolti hanno più informazioni gli uni sugli altri, quando essi possono prendere impegni credibili e quando la situazione politica interna consente ai leader di raggiungere accordi di fine della guerra senza incorrere in punizioni interne.
Secondo una stima, nel periodo 1989-2020 si sono verificati almeno 2202 cessate il fuoco in 66 paesi in 109 conflitti civili.

## Esempi storici
Storicamente, il concetto di cessate il fuoco esisteva almeno nel Medioevo, quando era noto come “tregua di Dio”.

### Prima guerra mondiale
Durante la prima guerra mondiale, il 24 dicembre 1914, ci fu un cessate il fuoco non ufficiale sul fronte occidentale mentre Francia, Regno Unito e Germania osservavano il Natale. Ci sono resoconti che affermavano che il cessate il fuoco non ufficiale ebbe luogo durante la settimana che precedeva il Natale e che le truppe britanniche e tedesche si scambiarono auguri e canti stagionali tra le loro trincee. Il cessate il fuoco fu breve ma spontaneo. Iniziato quando i soldati tedeschi accesero gli alberi di Natale, si diffuse rapidamente su e giù per il fronte occidentale. Un resoconto descrisse lo sviluppo con le seguenti parole:
Fu bello vedere lo spirito umano prevalere tra tutte le parti al fronte, la condivisione e la fratellanza. Tutto andò bene finché i ranghi superiori del comando non vennero a conoscenza dell'effetto del cessate il fuoco, per cui la loro ira assicurò un ritorno alle ostilità. 
Durante la Tregua di Natale non venne firmato alcun trattato di pace e la guerra riprese dopo pochi giorni.

### Accordo di Karachi
L'accordo di Karachi del 1949 fu firmato dai rappresentanti militari di India e Pakistan, sotto la supervisione della Commissione delle Nazioni Unite per l'India e il Pakistan, stabilendo una linea di cessate il fuoco in Kashmir dopo la guerra indo-pakistana del 1947-1948.

### Guerra di Corea
Il 29 novembre 1952, il presidente eletto degli Stati Uniti, Dwight D. Eisenhower, si recò in Corea per vedere come porre fine alla guerra di Corea. Con l'accettazione da parte delle Nazioni Unite dell'armistizio proposto dall'India, il cessate il fuoco tra il Comando delle Nazioni Unite da una parte e il Chosŏn inmin'gun (KPA) e l'Esercito Popolare dei Volontari (PVA) dall'altra prese piede approssimativamente al 38º parallelo Nord. Queste parti firmarono l'Armistizio di Panmunjeom il 27 luglio 1953 ma il presidente sudcoreano Syngman Rhee, che attaccò le procedure di cessate il fuoco, non lo fece. Dopo aver accettato il cessate il fuoco che invitava i governi di Corea del Sud, Stati Uniti, Corea del Nord e Cina a partecipare a colloqui di pace continui, i principali belligeranti della guerra istituirono la zona demilitarizzata coreana (DMZ) e da allora è stata pattugliata dall'esercito congiunto della Repubblica di Corea, dagli Stati Uniti e dal Comando delle Nazioni Unite da una parte e dal KPA dall'altra. La guerra è considerata conclusa a quel momento anche se non esiste ancora un trattato di pace.

### Guerra del Vietnam
Il giorno di Capodanno del 1968, Papa Paolo VI convinse il Vietnam del Sud e gli Stati Uniti a dichiarare una tregua di 24 ore. Tuttavia, il Viet Cong e il Vietnam del Nord non rispettarono la tregua e tesero un'imboscata al 2° Battaglione della Divisione Marine della Repubblica del Vietnam, 10 minuti dopo mezzanotte a Mỹ Tho. Il Viet Cong avrebbe anche attaccato una base di supporto di fuoco dell'esercito americano vicino a Saigon, causando altre vittime.
Il 15 gennaio 1973, il presidente degli Stati Uniti Richard Nixon ordinò un cessate il fuoco per i bombardamenti aerei nel Vietnam del Nord. La decisione arrivò dopo che Henry Kissinger, il consigliere per la sicurezza nazionale del presidente, tornò a Washington da Parigi con una bozza di proposta di pace. Le missioni di combattimento continuarono nel Vietnam del Sud. Entro il 27 gennaio 1973, tutte le parti della guerra del Vietnam firmarono un cessate il fuoco come preludio all'accordo di pace di Parigi.

### Guerra del Golfo
Dopo che l'Iraq fu cacciato dal Kuwait dalle forze della coalizione guidata dagli Stati Uniti durante l'operazione Desert Storm, l'Iraq e il Consiglio di sicurezza delle Nazioni Unite firmarono un accordo di cessate il fuoco il 3 marzo 1991. Successivamente, per tutti gli anni '90, il Consiglio di sicurezza delle Nazioni Unite approvò numerose risoluzioni che chiedevano all'Iraq di disarmare le sue armi di distruzione di massa incondizionatamente e immediatamente. La guerra durò fino al 2003, quando le forze statunitensi e britanniche invasero l'Iraq e rovesciarono il regime di Saddam Hussein.

### Conflitto del Kashmir
Un cessate il fuoco mediato dall'ONU fu concordato tra India e Pakistan, il 1º gennaio 1949, ponendo fine alla guerra indo-pakistana del 1947 (chiamata anche guerra del Kashmir del 1947). Scoppiarono combattimenti tra i due paesi appena indipendenti in Kashmir nell'ottobre 1947, con l'India che intervenne per conto del principe sovrano del Kashmir, che si era unito all'India, e il Pakistan che sosteneva i ribelli. I combattimenti furono limitati al Kashmir, ma, temendo che potessero trasformarsi in una guerra internazionale su vasta scala, l'India deferì la questione al Consiglio di sicurezza dell'ONU ai sensi dell'articolo 35 della Carta delle Nazioni Unite, che affronta le situazioni "che potrebbero mettere a repentaglio il mantenimento della pace internazionale". Il Consiglio di sicurezza istituì la Commissione delle Nazioni Unite dedicata per India e Pakistan, che mediava per un anno intero mentre i combattimenti continuavano. Dopo diverse risoluzioni ONU che delineavano una procedura per risolvere la controversia tramite un plebiscito, verso la fine di dicembre 1948 fu raggiunto un accordo di cessate il fuoco tra i paesi, entrato in vigore nel nuovo anno. Il Consiglio di sicurezza istituì il Gruppo di osservatori militari delle Nazioni Unite per l'India e il Pakistan (UNMOGIP) per monitorare la linea del cessate il fuoco. L'India ha dichiarato un cessate il fuoco nella valle del Kashmir durante il Ramadan nel 2018.

### Irlanda del Nord
L'esercito repubblicano irlandese ha tenuto diversi cessate il fuoco di Natale (solitamente chiamati tregue) durante il conflitto nordirlandese.

### Guerra civile siriana
Sono stati fatti diversi tentativi di mediare un cessate il fuoco nella guerra civile siriana.

### Cessate il fuoco globale del 2020
Il cessate il fuoco globale del 2020 è stato una risposta a un appello formale del Segretario generale delle Nazioni Unite António Guterres del 23 marzo per un cessate il fuoco globale come parte della risposta delle Nazioni Unite alla pandemia di COVID-19. Il 24 giugno 2020, 170 Stati membri e osservatori delle Nazioni Unite hanno firmato una dichiarazione non vincolante a sostegno dell'appello, che è salita a 172 il 25 giugno 2020, e il 1° luglio 2020, il Consiglio di sicurezza delle Nazioni Unite ha approvato una risoluzione che chiedeva una cessazione globale generale e immediata delle ostilità per almeno 90 giorni.